# Simeon II. (Tannait)
Simeon II.  bzw. Schimon ben Gamliel der Ältere (hebräisch רבן שמעון בן גמליאל הזקן, geb. um 10 v. Chr.; gest. 70) war ein jüdischer Patriarch.

## Leben
Nach jüdischer Überlieferung war Schimon ben Gamaliel ein direkter Nachkomme König Davids. Der Patriarch war ein Tannait, d. h. ein Verfasser der Mischna der zweiten Generation. Nach dem Tod seines Vaters Gamaliel I. im Jahre 50 übernahm Simeon II. das Amt des Nasi und wurde zugleich Fürst des Sanhedrin. Er wurde später Oberhaupt der Pharisäer und wurde beim Aufstand gegen Rom 66–70 n. Chr. getötet. Seine Grabstätte wurde in Kafr Kanna im Norden Israels gefunden und gilt seitdem als Wallfahrtsort.
Die Sprüche der Väter überliefern sowohl Aussagen von Schimon ben Gamaliel als auch von seinem Vater Gamaliel I.